# 瑟拉日縣
瑟拉日縣（羅馬尼亞語：Judeţul Sălaj）是羅馬尼亞西北部的一個縣。面積3,864平方公里，2021年時人口為212,224人，人口密度為55人/平方公里。首府扎勒乌。
下設1市、3镇、56鄉。